# David Wilkinson (judoka)
David Wilkinson (Brisbane, 6 de noviembre de 1973) es un deportista australiano que compitió en judo. Ganó tres medallas en el Campeonato de Oceanía de Judo entre los años 1994 y 1996.

## Palmarés internacional
| Campeonato de Oceanía | Campeonato de Oceanía      | Campeonato de Oceanía | Campeonato de Oceanía |
| Año                   | Lugar                      | Medalla               | Categoría             |
| --------------------- | -------------------------- | --------------------- | --------------------- |
| 1994                  | Sídney (Australia)         | Medalla de oro        | –86 kg                |
| 1994                  | Sídney (Australia)         | Medalla de bronce     | Abierta               |
| 1996                  | Wellington (Nueva Zelanda) | Medalla de plata      | –86 kg                |